# AMP Limited
AMP Limited (ASX: AMP, NZX: AMP) — австралийская финансовая корпорация. Работает преимущественно на австралийском и новозеландском рынке. Основана в 1849 году, как Australian Mutual Provident Society — некоммерческая страховая компания и общество взаимного страхования. В 1998 году компания отказалась от паевой формы и провела размещение на австралийских и новозеландских фондовых биржах. Компания осуществляет банковскую деятельность, страхование жизни, инвестиционную деятельность, обслуживание пенсионных вкладов и другие операции.
Реестр акционеров AMP один из крупнейших в Австралийском союзе, большинство из акционеров проживают в Австралии и Новой Зеландии. Это связано с тем, что во время расформирования паевой компании все держатели паёв получили акции в новой компании. Британское подразделение было выделено в 2003 году в отдельную компанию — Henderson Group plc.
Исполнительным директором компании является Крейг Данн.
AMP является крупнейшей в Австралии компанией, управляющей частными и корпоративными пенсионными вкладами, и одним из основных региональных инвестиционных управляющих фондов, с более чем 122 миллиардами австралийских долларов в управлении (на 16 марта 2007 года).
AMP имеет два основных подразделения, предоставляющих услуги на рынках Австралии и Новой Зеландии — AMP Financial Services и AMP Capital Investors.